# Gertrudenkirche (Geertruidenberg)

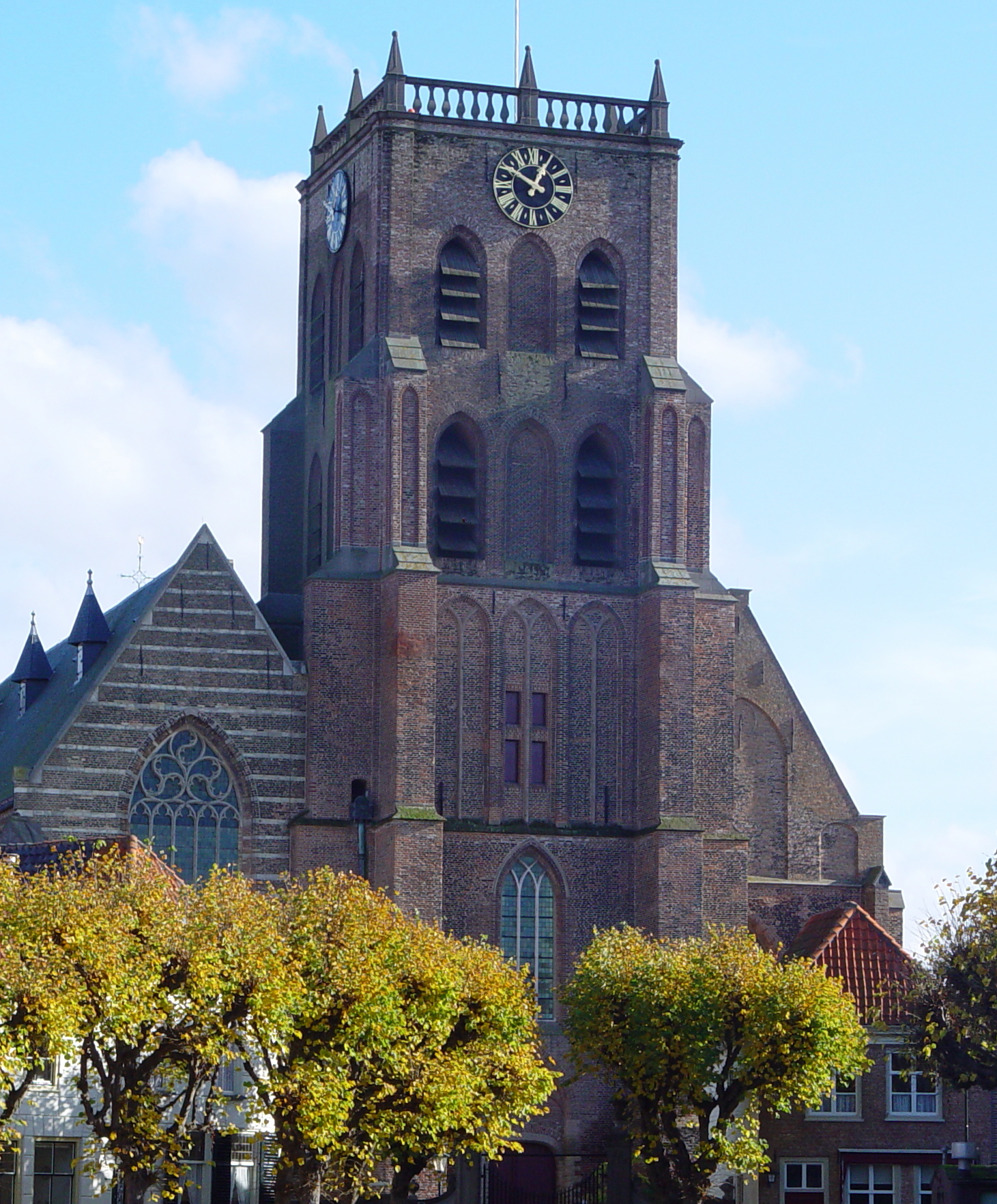
Gertrudenkirche (Geertruidenberg)

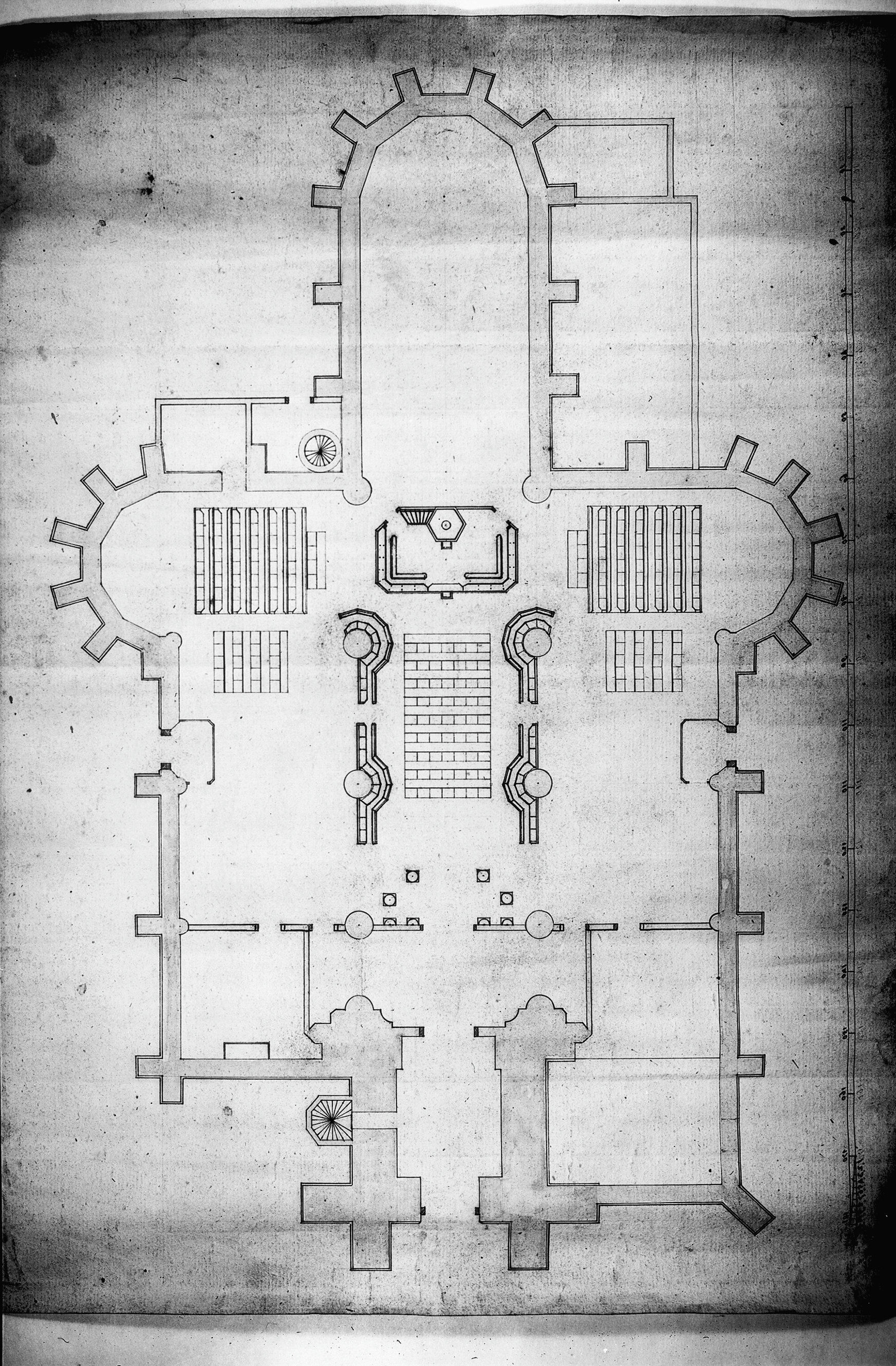
Grundriss

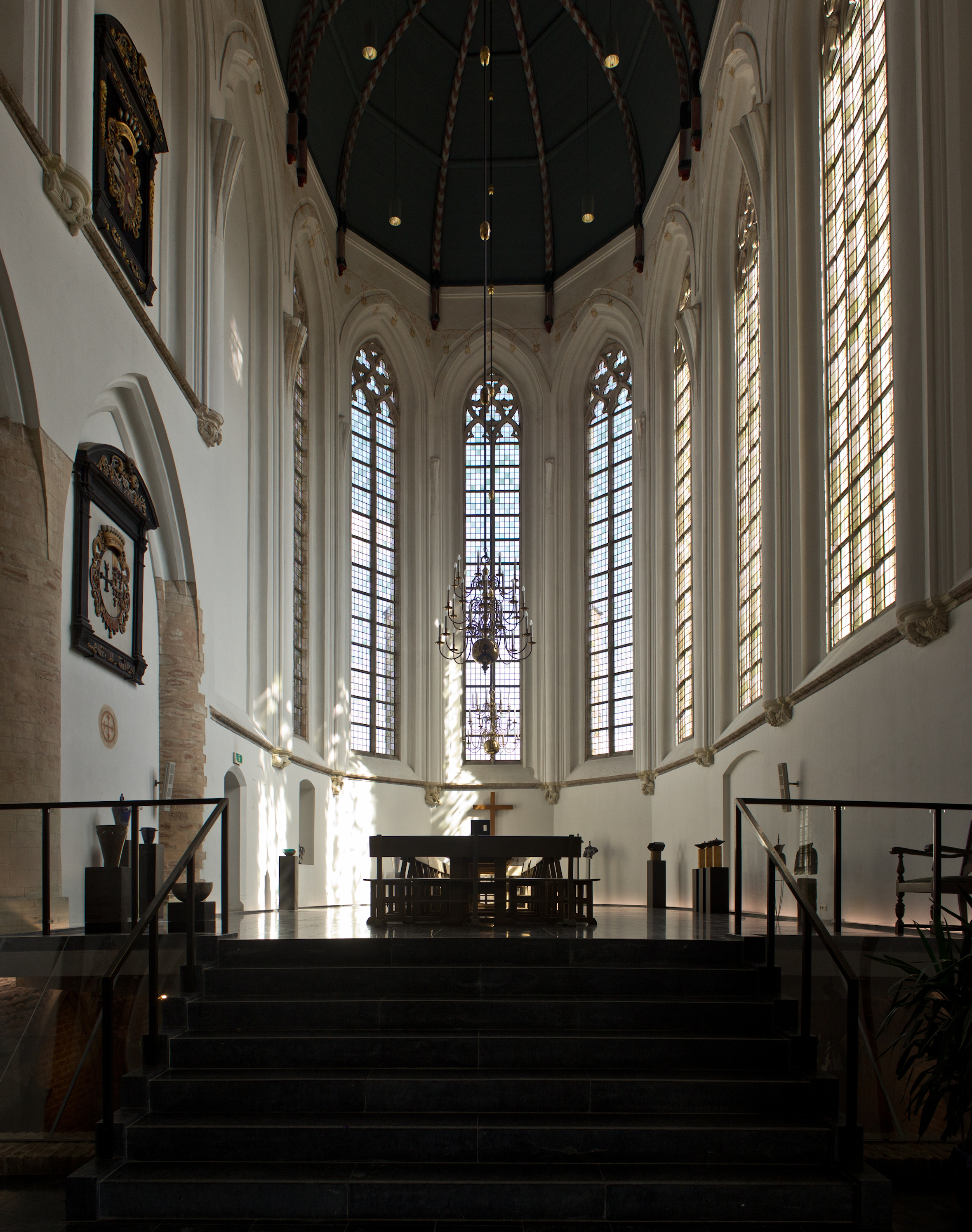
Chor-Innenansicht

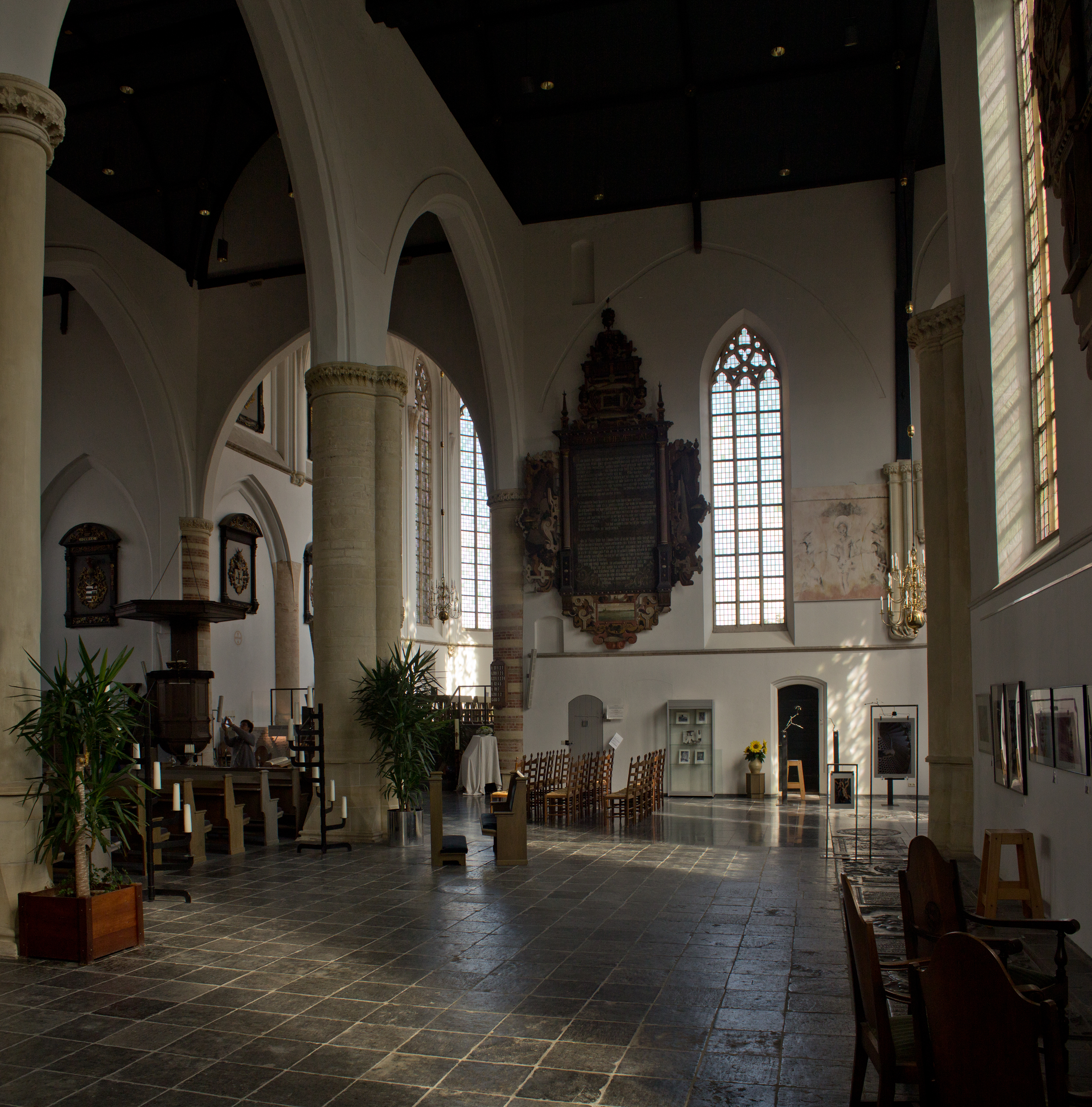
Seitenschiff nach Osten

Die Gertrudenkirche (niederländisch Geertruidskerk) ist die reformierte Kirche von Geertruidenberg. Diese Kirche befindet sich in der Straße Elfhuizen 3 und ist ein geschütztes Kulturdenkmal.

## Geschichte
Im 11. Jahrhundert gab es bereits eine romanische Kirche aus Tuffstein, die Gertrud von Nivelles gewidmet war. Um 1200 wurde das Kirchenschiff nach Süden hin erweitert. Erst im Jahr 1315 wurde mit dem Bau des Turms begonnen. Im Jahr 1325 wurde mit dem Bau des nördlichen Seitenschiffs begonnen; um 1400 begann der Bau des Chors und der Krypta. Danach wurde die Marienkapelle an der Nordseite gebaut, und danach wurde das südliche Querschiff begonnen.
Im Jahr 1420 setzten die Einwohner von Dordrecht im Rahmen der Haken-und-Kabeljau-Kriege die Stadt in Brand, wobei die Kirche schwer beschädigt wurde. Die Krypta wurde nie vollendet und die steinernen Gewölbe wurden durch hölzerne ersetzt. Der südliche Arm des Querschiffs wurde 1439 und der Turm 1447 vollendet, während der nördliche Arm und das nördliche Seitenschiff um 1500 bzw. um 1539 fertiggestellt wurden.
Während des Achtzigjährigen Krieges entstanden neue Schäden. Bei der Eroberung durch Prinz Moritz von Oranien im Jahr 1593 wurde der Turm teilweise zerstört, und auch die späteren Belagerungen durch die Franzosen ließen die Kirche nicht unversehrt. Erst 1768 wurde der Turm endgültig restauriert und von Philip Willem Schonck mit einem neuen Aufbau versehen. Von 1955 bis 1990 erfolgte eine gründliche Restaurierung. Auch die Krypta wurde wieder ausgegraben.
Aus alten Dokumenten geht hervor, dass die Abtei Thorn bestimmte Rechte in Geertruidenberg besaß. Im Jahr 1310 erhob Theobald, Fürstbischof von Lüttich, die Kirche auf Antrag der Äbtissin von Thorn zur Stiftskirche.
Der erste Minister in Geertruidenberg trat sein Amt im Jahr 1574 an. Allerdings gab es eine Lücke in der Zahl der Minister, weil die Spanier die Stadt zurückeroberten. Ab 1593 wurde die Kirche endgültig reformiert, heute gehört sie zur Protestantischen Kirche in den Niederlanden.

## Architektur
Das Gebäude ist eine dreischiffige Hallenkirche mit einem mächtigen vierstöckigen Turm an der Westseite. Das Schiff ist mit drei parallelen Satteldächern gedeckt. Das Mauerwerk ist mit Ziegelsplitt ausgekleidet. Die Querschiffe und der Chor haben eine polygonale Form.

## Ausstattung
Die Orgel wurde 1861 von Johannes Vollebregt gebaut und 2005 vergrößert. Sie ersetzte eine ältere Orgel aus der Waalse Kerk in Heusden.
Die Kirche verfügt über vier Texttafeln: eine aus dem Jahr 1582 zu Ehren von Wilhelm von Oranien, eine Regententafel aus dem Jahr 1583, eine Tafel zu Ehren von Arent van Duvenvoorde aus dem Jahr 1596 und eine Fischertafel aus dem Jahr 1616. Außerdem gibt es Grabsteine aus dem 17. und 18. Jahrhundert und ein Epitaph mit einer Marmorbüste für den Stadtkommandanten Stephanus Coopius († 1649), eines für seinen Nachfolger Dominicus Cassiopinus († 1651) und ein Denkmal für Konteradmiral Johan Zoutman aus dem Jahr 1845. Es gibt neun hölzerne Grabtafeln, von denen eine aus dem Jahr 1662 stammt. Das kupferne Taufbecken aus dem Jahr 1741 ist im Louis-quatorze-Stil gehalten.
Vor der Kirche stehen zwei Torpfosten aus Hartstein mit Rocaillenverzierung aus dem Jahr 1768, die wahrscheinlich von Guilliam Carrier stammen.